# دراویدوسور
دراویدوسور (نام علمی: Dravidosaurus) نام یک سرده از راسته پرنده‌کفلان است.